# Palais des beaux-arts de Vienne
Pour les articles homonymes, voir Palais des beaux-arts.
Le Palais des Beaux-Arts de Vienne est un immeuble d'habitation et de bureaux situé dans le quartier viennois de Landstrasse. L'Ambassade de la République de Lituanie et l'Ambassade de la République de Moldavie sont situées dans ce bâtiment depuis 1994. 

## Histoire et description
La maison a été construite en 1908/09 par Anton et Josef Drexler, dont certaines maisons sur la Rudolf-von-Alt-Platz, qui a été construite peu de temps après, et d'autres bâtiments dans le Weißgerberviertel datent également de la même époque. 
Le bâtiment était à l'origine destiné à un centre de mode chic parisien. Il combine donc de manière originale des éléments de l'historicisme tardif avec des motifs décoratifs de l'Art nouveau d'Europe occidentale . 
Friedrich Achleitner fait l'éloge de ce bâtiment pour le fait que, contrairement à sa richesse décorative presque baroque, il a un plan d'étage rationnel qui permet une flexibilité optimale . 
Le bâtiment est dominé par la tour d'angle articulée, qui est flanquée de figures féminines tenant des globes. 
À l'intérieur, il y a un vestibule richement meublé avec des stucs floraux et des reliefs de figures féminines dans la cage d'escalier . 

Depuis 2014, le programme des expositions change dans la maison . Les projets artistiques sont diffusés sur un réseau sans fil dans et autour du Palais des Beaux-Arts et sont accessibles à tous via smartphone et tablette . 

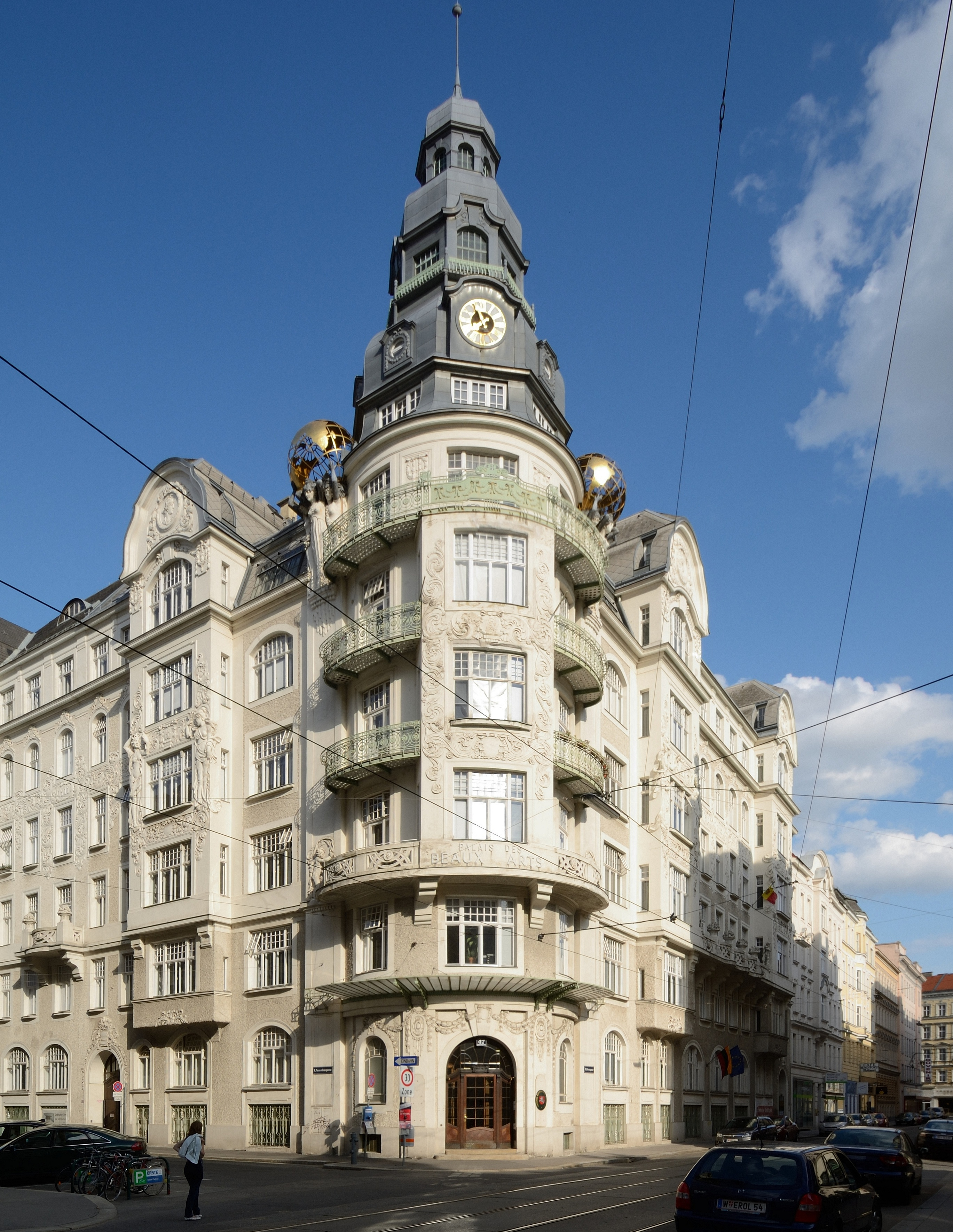
Tour d'angle avec portail principal
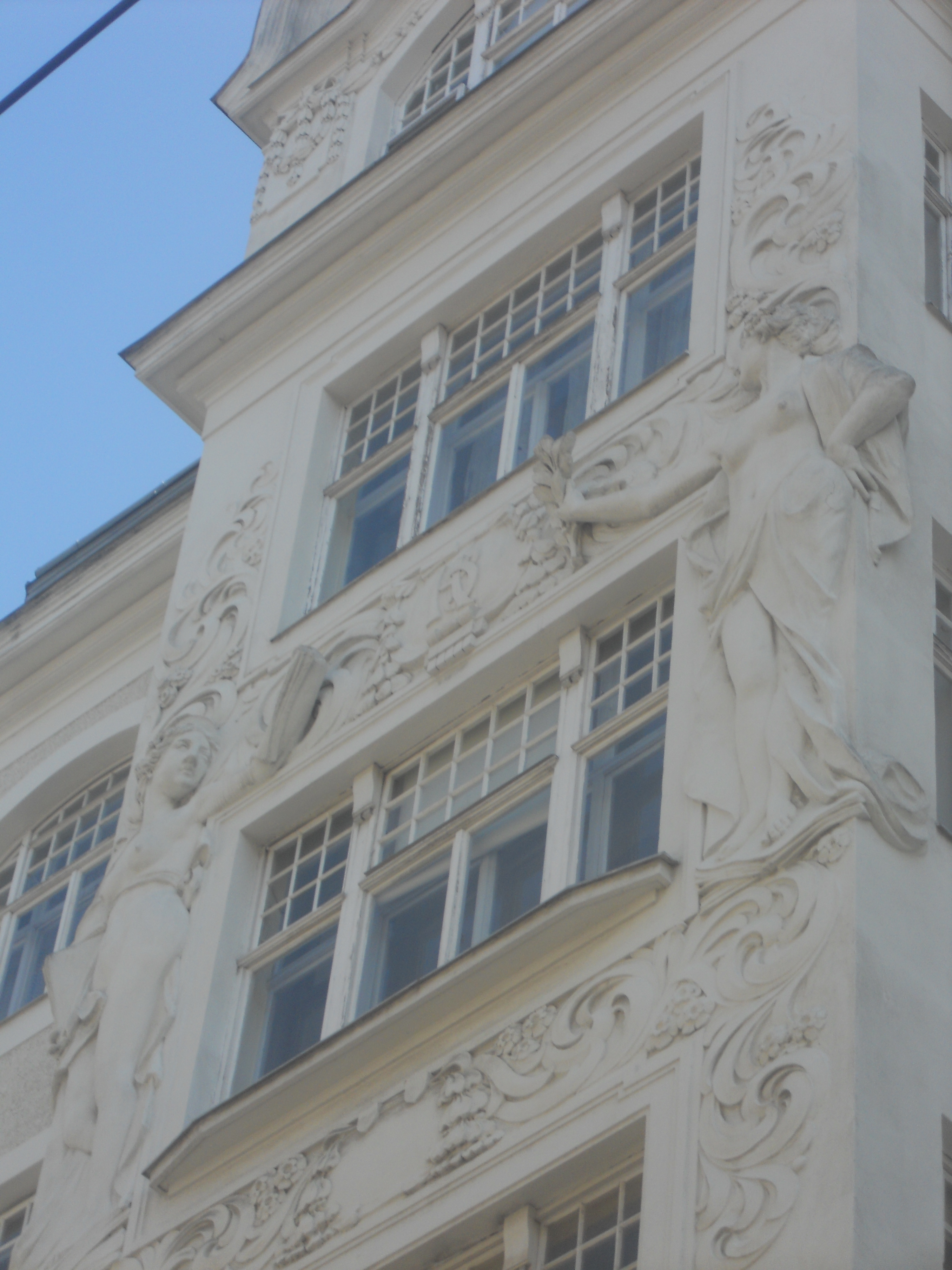
Détail de la façade dans Paracelsusgasse
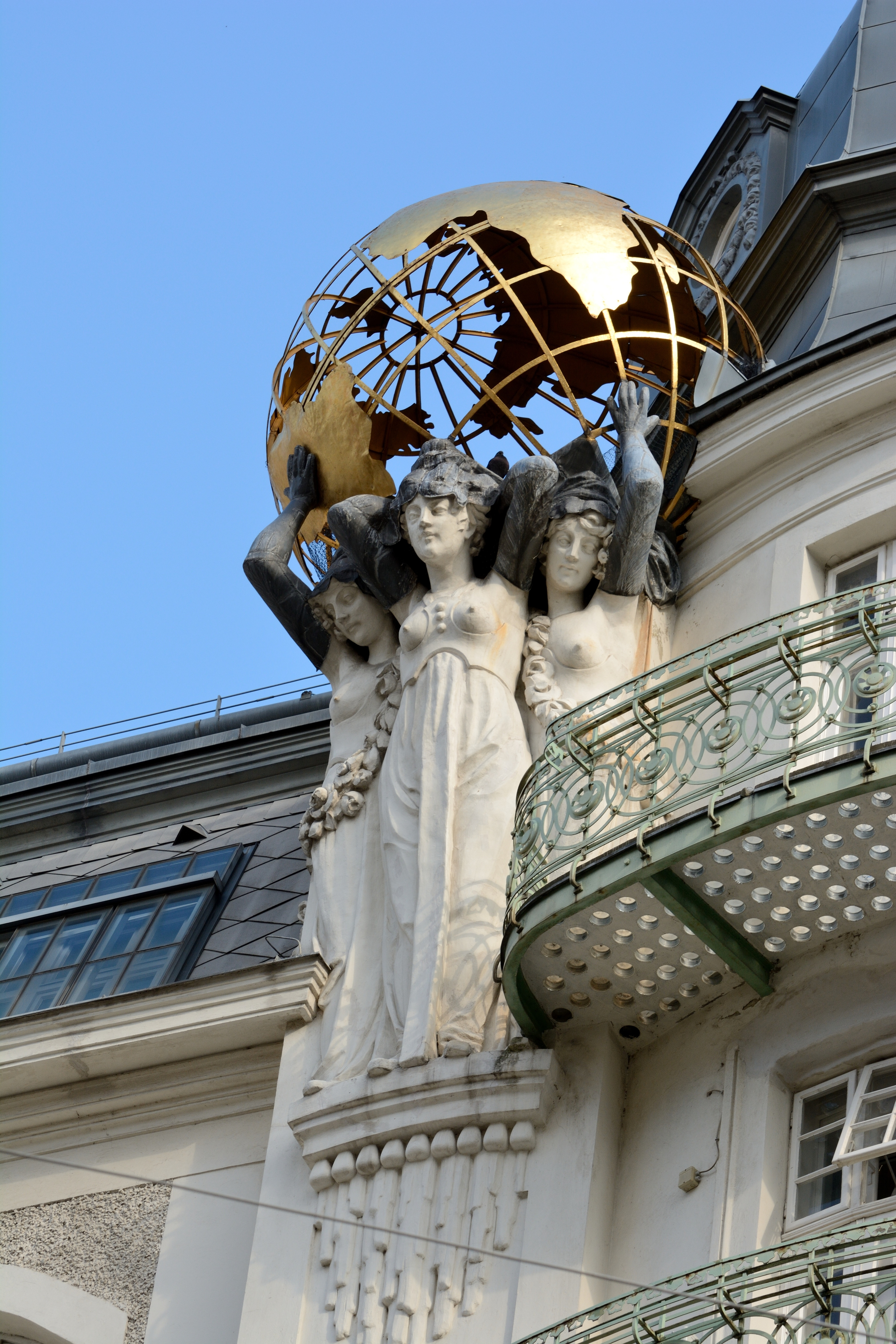
Groupe de personnages sur la façade nord-ouest
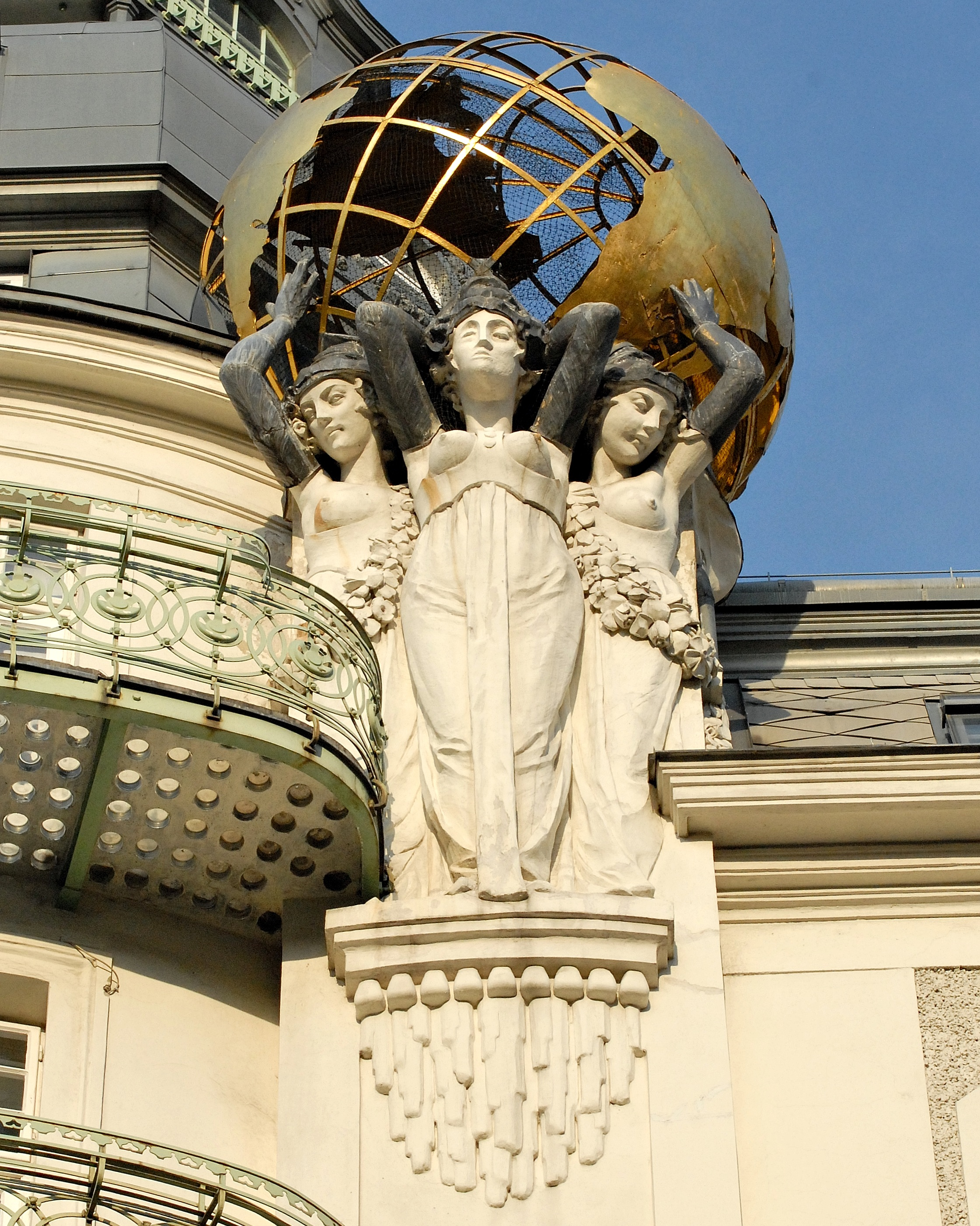
Figures avec globe au Palais des Beaux Arts
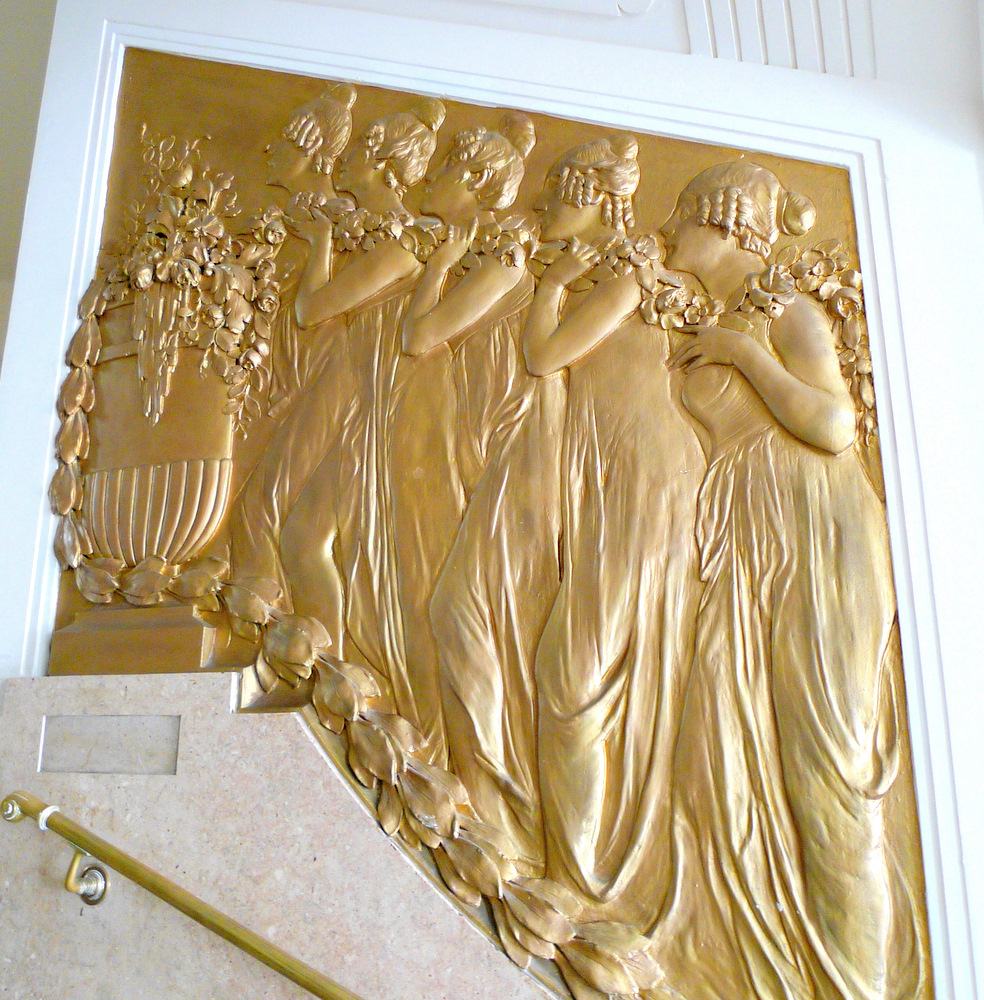
Reliefs de figures féminines dans le vestibule

## Liens web
- Site allemand

## Source de traduction
- (de) Cet article est partiellement ou en totalité issu de l’article de Wikipédia en allemand intitulé « Palais des Beaux Arts (Wien) » (voir la liste des auteurs).